# Come Over When You're Sober, Pt. 1
Come Over When You're Sober, Pt. 1 é o primeiro álbum de estúdio do cantor americano Lil Peep e o único a ser lançado durante sua vida. Foi lançado em 15 de agosto de 2017, pela First Access Entertainment e Warner Music Sweden. O álbum foi apoiado por quatro singles: "Benz Truck (Гелик)", "Awful Things", “The Brightside” e “Save That Shit". Lil Peep morreu exatamente três meses após o lançamento do álbum.

## Background
Em 2017, Lil Peep decidiu deixar sua casa em Los Angeles, Califórnia, a principal opção era sua cidade natal de Long Beach, Nova Iorque, mas em vez disso Peep optou por se mudar para Londres, Inglaterra, usando sua cidadania sueca e passaporte para ficar. Em Londres, a gerência da Peep, First Access Entertainment, com quem ele assinou em junho de 2016 ajudou a Peep a montar uma casa e um estúdio.

## Gravação
A oportunidade deu a Peep sua primeira chance de gravar em um estúdio. Ele começou a trabalhar com Rob Cavallo e eventualmente, George Astasio, um membro do trio de composições e produção da Invisible Men. Smokeasac produz os instrumentais, ele já trabalhava como Peep desde o inicio da carreia do rapper. Peep costumava gravar com seu microfone em casa, assim como no estúdio, o microfone de US$800 comprado com seu próprio dinheiro.

## Performance comercial
Após o lançamento de Come Over When You're Sober, Pt. 1, o álbum estreou em apenas um país, a República Tcheca em 22 de agosto de 2017. Após a morte de Lil Peep, Come Over When You're Sober, pt. 1 entrou no Billboard 200 na posição 168 e vendeu 16.000 unidades equivalentes ao álbum na semana seguinte, chegando a posição 38.

## Parte Dois
Após a morte de Lil Peep, seu produtor Smokeasac revelou que Peep tinha feito várias músicas inéditas, especialmente feitas para uma possível sequela deste álbum, intitulado Come Over When You're Sober, Pt. 2. Em um tweet logo após a morte de Peep, Smokeasac twittou que ele e Peep fizeram "músicas bonitas" durante 2017 e que ele ainda possui músicas inéditas. Em fevereiro de 2018, Smokeasac twittou uma confirmação de que o álbum está chegando, mas seria lançado "na hora certa". No dia 9 de novembro de 2018 o álbum é lançado pela Columbia Records.
Originalmente, não muito depois de a turnê promocional de Lil Peep para o álbum terminar, ele anunciou no Twitter que iria lançar um EP intitulado Goth Angel Sinner, consistindo de três canções produzidas por Fish Narc. A Columbia Records mais tarde adquiriu o material não lançado de Peep, incluindo o EP, embora a versão demo do EP tenha vazado em outubro de 2018. O EP foi lançado para streaming em outubro de 2019.

## Faixas
| N.º | Título               | Compositor(es)                                                                                  | Duração |  |
| 1.  | "Benz Truck"         | Lil Peep, George Astasio, Jason Pebworth, Jon Shave, Robert Cavallo, Dylan Mulle                | 2:40    |  |
| 2.  | "Save That Shit"     | Lil Peep, George Astasio, Jason Pebworth, Jon Shave, Robert Cavallo, Dylan Mulle, Juan Alderete | 3:52    |  |
| 3.  | "Awful Things"       | Lil Peep, Lil Tracy, George Astasio, Jason Pebworth, Jon Shave, Robert Cavallo, Dylan Mulle     | 3:34    |  |
| 4.  | "U Said"             | Lil Peep, George Astasio, Jason Pebworth, Jon Shave, Dylan Mulle                                | 3:44    |  |
| 5.  | "Better Off (Dying)" | Lil Peep, George Astasio, Jason Pebworth, Jon Shave, Michael Blackburn, Dylan Mulle             | 2:35    |  |
| 6.  | "The Brightside"     | Lil Peep, George Astasio, Jason Pebworth, Jon Shave, Michael Blackburn, Dylan Mulle             | 3:36    |  |
| 7.  | "Problems"           | Lil Peep, George Astasio, Jason Pebworth, Jon Shave, Dylan Mulle                                | 3:29    |  |

## Paradas
| Chart (2017)                                  | Peak position |
| --------------------------------------------- | ------------- |
| Áustria (Ö3 Austria Top 40)                   | 54            |
| Bélgica (Ultratop Flandres)                   | 93            |
| Bélgica (Ultratop Valônia)                    | 176           |
| Canadá (Billboard)                            | 34            |
| República Tcheca (ČNS IFPI)                   | 56            |
| Dinamarca (Hitlisten)                         | 32            |
| Países Baixos (Dutch Charts)                  | 58            |
| Finlândia (Suomen virallinen lista)           | 13            |
| França (SNEP)                                 | 112           |
| Alemanha (Offizielle Deutsche Charts)         | 82            |
| Italian Albums (FIMI)                         | 100           |
| New Zealand Albums (RMNZ)                     | 19            |
| Noruega (VG-lista)                            | 10            |
| Swedish Albums (Sverigetopplistan)            | 11            |
| Reino Unido (Official Albums Chart)           | 71            |
| Estados Unidos (Billboard 200)                | 38            |
| Estados Unidos (Billboard Independent Albums) | 23            |
| Estados Unidos (Top R&B/Hip Hop Albums)       | 16            |

| Chart (2018)                       | Position |
| ---------------------------------- | -------- |
| Swedish Albums (Sverigetopplistan) | 33       |